# Diocèse de Melo
Le diocèse de Melo (en latin : Dioecesis Melensis ; en espagnol : Diócesis de Melo) est un diocèse de l'Église catholique en Uruguay suffragant de l'archidiocèse de Montevideo.

## Territoire

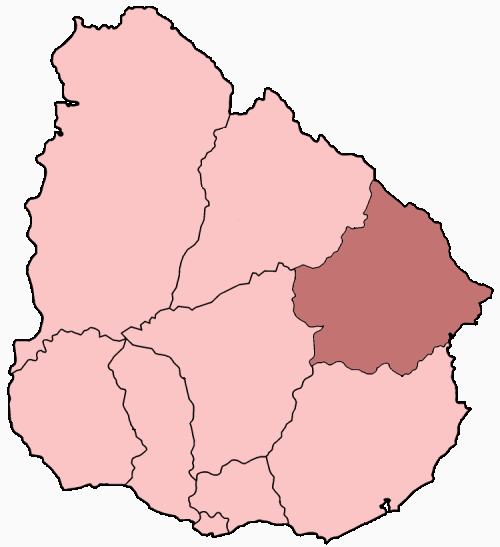
Diocèse de Melo

Il comprend les départements de Cerro Largo et de Treinta y Tres avec un territoire d'une superficie de 23 177 km divisé en 15 paroisses. Le siège épiscopal est dans la ville de Melo où se trouve la cathédrale Notre-Dame du Pilier et de saint Raphaël.

## Histoire
Le diocèse est érigé le 14 avril 1897 par la bulle Apostolici ministerii du pape Léon XIII en prenant une partie du territoire du diocèse de Montevideo, qui est élevé le même jour au rang d'archidiocèse métropolitain avec Salto et Melo comme suffragants.
Le siège épiscopal est transféré de Melo à Florida par la constitution apostolique Quo salubrius du 11 août 1931 émise par le pape Pie XI ; il prend alors le nom de diocèse de Melo et Florida.
Le diocèse est divisé par la constitution apostolique Accepta arcano du 15 novembre 1955 de Pie XII, donnant naissance à l'actuel diocèse de Melo et au diocèse de Florida.
Il cède une portion de son territoire le 25 juin 1960 pour l'érection du diocèse de Minas (es) (aujourd'hui diocèse de Maldonado-Punta del Este-Minas).

## Évêques
- José Maria Cavallero (de) (20 décembre 1955 - 9 juillet 1960) nommé évêque de Minas
- Orestes Santiago Nuti Sanguinetti (de), S.D.B (9 juillet 1960 - 2 janvier 1962) nommé évêque de Canelones
- Roberto Reinaldo Cáceres González (de) (2 janvier 1962 - 23 avril 1996)
- Nicolás Cotugno Fanizzi (de), S.D.B (13 juin 1996 - 4 décembre 1998) nommé archevêque de Montevideo
- Luis del Castillo Estrada (de), S.J (21 décembre 1999 - 13 juin 2009)
- Heriberto Andrés Bodeant Fernández (de) (13 juin 2009 - 19 mars 2021) nommé évêque de Canelones
- Pablo Alfonso Jourdán Alvariza (de) depuis le 15 septembre 2021